# منتخب فنزويلا لكأس ديفيز
منتخب فنزويلا لكأس ديفيز (بالإسبانية: Equipo de Copa Davis de Venezuela)‏ هو ممثل فنزويلا الرسمي في كرة المضرب في كأس ديفيز.